# Kelémata
Il gruppo Kelémata/Perlier di Torino opera in Italia e all'estero nel settore della cosmesi e della profumeria, gestendo direttamente marchi di proprietà (Kelémata, Venus, Victor, Linetti, Perlier, Armonie Naturali, Ricette Naturali, La Voglia Matta, Elariia, Pino Silvestre) e marchi in licenza (Orlane).
Il gruppo è costituito dalla capogruppo "Kelémata S. A.", fondata nel 1919, appartenente alla famiglia Giraudi. Il gruppo controlla inoltre la "Perlier S.p.A." operante in Italia e in Europa e che controlla a sua volta la "Perlier Inc." che distribuisce i prodotti a marchio Perlier ed Elariia sul mercato americano.

## Storia

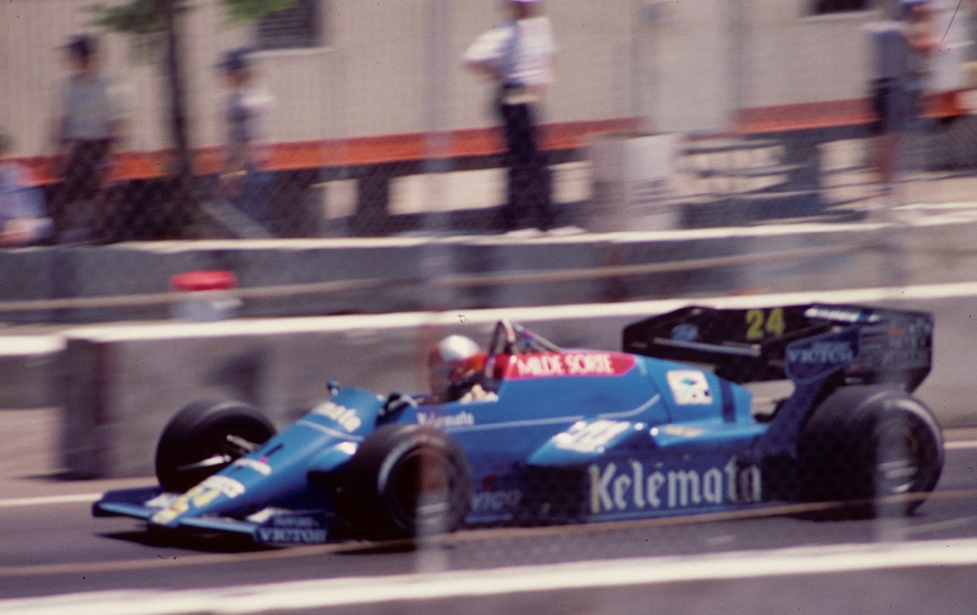
Lo sponsor Kelémata su una vettura del 1984 della Osella Corse, guidata da Piercarlo Ghinzani.

- 1919: l'azienda Kelémata S.A. viene fondata a Torino;[1]
- 1967: nasce il gruppo Kelémata con Giancarlo Giraudi;
- 1977: acquisizione di Perlier da parte del gruppo Kelémata;
- 1981: al gruppo Kelémata si aggiungono Venus e Brillantina Linetti;
- 1983: viene acquisita la Visconti di Modrone; lo stesso anno, fino al 1985, Kelémata sponsorizza la Osella Corse nella Formula 1;[2]
- 1985: viene rilevata Orlane;
- 1986: sponsorizza la Tyrrell nella Formula 1;[2]
- 1995: si aggiunge la giapponese Annayake.
- 2019: Kelémata acquisisce Weruska & Joel, proprietaria tra gli altri del brand Pino Silvestre.

## Marchi
- Kelémata
- Perlier
- Venus
- Victor
- Pino Silvestre